# Катухин, Пётр Семёнович
Пётр Семёнович Катухин (1918—1990) — старший сержант Рабоче-крестьянской Красной Армии, участник Великой Отечественной войны, Герой Советского Союза (1946).

## Биография
Пётр Катухин родился 12 июля 1918 года в деревне Погорелка (ныне — Кесовогорский район Тверской области). После окончания пяти классов школы работал в колхозе. В 1939 году Катухин был призван на службу в Рабоче-крестьянскую Красную Армию. С декабря 1941 года — на фронтах Великой Отечественной войны. Участвовал в битве за Москву, освобождении Калининской области. В 1943 году Катухин окончил курсы санинструкторов.
К августу 1944 года старший сержант Пётр Катухин был санинструктором батальона 467-го стрелкового полка 81-й стрелковой дивизии 38-й армии 4-го Украинского фронта. Отличился во время освобождения Польши. В ночь с 1 на 2 августа 1944 года он первым в своём батальоне переправился через Вислу в районе населённого пункта Аннополь в 22 километрах к северо-востоку от Сандомира. На западном берегу реки он оказывал получившим ранения бойцам и командирам первую помощь, а затем выносил их с поля боя. Во время тех боёв он спас жизнь более чем 200 раненым.
Указом Президиума Верховного Совета СССР от 15 мая 1946 года за «образцовое выполнение боевых заданий командования на фронте борьбы с немецкими захватчиками и проявленные при этом мужество и героизм» старший сержант Пётр Катухин был удостоен высокого звания Героя Советского Союза с вручением ордена Ленина и медали «Золотая Звезда» за номером 9107.
В 1945 году Катухин был демобилизован. Проживал сначала в родном селе, затем переехал в Москву. Скончался 14 июля 1990 года, похоронен на Митинском кладбище Москвы.
Был также награждён орденом Отечественной войны 1-й степени и двумя орденами Красной Звезды, рядом медалей.